# 喰いタン (テレビドラマ)
『喰いタン』（くいたん）は、2006年1月14日から3月11日まで毎週土曜日21:00 - 21:54に、日本テレビ系の「土曜ドラマ」枠で放送された日本のテレビドラマ。寺沢大介の漫画『喰いタン』が原作。主演は東山紀之。
2006年には東山の誕生日（9月30日）に『喰いタン スペシャル in 香港』がスペシャルとして放送された。本編内で、『喰いタン2』の2007年放送が発表された。
Part2が2007年4月14日から6月23日まで放送された。

## 概要
原作本来のサスペンス、コメディ要素に加え、東山紀之・森田剛・市川実日子・須賀健太のアンサンブル演技の魅力、そして食の大切さをメインテーマに据えている。なお、東山は過去に日本テレビ系列で『平成夫婦茶碗』の主役を務めた際、本作とは逆に食べ物屋を演じている。
なお、原作漫画と本作では登場人物等の基本設定が全く異なる。詳しくは『喰いタン』を参照。
日本テレビでは、Part1は2007年2月21日（水）から3月14日（水）毎週火 - 木曜日に「Dパラダイス」枠（15時55分 - 16時53分）にて再放送された。また、日本テレビおよびテレビ信州では2007年11月13日（火）から11月26日（月）に毎週月 - 金曜日に「ドラバラZONE」枠（第1部 13時55分 - 14時55分、第2部 14時55分 - 15時50分）にて1話分もしくは2話分が再放送された。Part2は2007年11月26日（月）から12月7日（金）に毎週月～金曜日に「ドラバラZONE」枠（第1部 13時55分 - 14時55分、第2部 14時55分 - 15時50分）にて1話分もしくは2話分再放送された。
Part1は2007年3月28日にDVD化されているが、Part2はDVD化されていない。

## レギュラーキャスト
『喰いタン』公式サイトのキャストでは、東山がトウガラシ、森田がプチトマトの写真に差し替えられている。詳しい事情はジャニーズ事務所#特色の『肖像権の管理』を参照。『喰いタン2』公式サイトでは、似顔絵に差し替えられている。

### ホームズ・エージェンシー
高野 聖也
演 - 東山紀之
本シリーズの主人公。天才的な味覚を有した食いしん坊探偵「通称：喰いタン」（山内崇が命名）。嫌いなものは「食べられないもの」。
無類の大食漢。口癖は「お腹空いたー」。非常に優れた舌と知識を持ち、一口食べただけで材料の詳細情報（種類、品種、産地、生産・飼育・栽培状況など）を判別し、さらに調理方法まで言い当てる。自炊することも得意であり、Part1第8話・Part2最終話でその腕前を披露している。
携帯電話や運転免許を持っておらず、金銭感覚がルーズ。
懐には、カストルとポルックスという双子座の星の名前が付けられた金の2本の箸が入っており、食べる時にはこれを使って「いただきます」と言う。暴漢と戦う時にもこれを使うが、これは銃弾にも耐えられる硬度を持つうえ、高野が片方に念じれば、もう片方も呼応して動く。これらは祖父に作ってもらったものである（演じる東山が考えた設定）。たこ焼の話では、金の爪楊枝も出てきた。
言葉遣いは丁寧。食べ物をこよなく愛し、粗末にすることが許せない。例として、普段は温厚な性格だが、探偵事務所での会食の際に金田一が食べ物（弁当）をゴミ箱に捨てたとき、頭を拳骨で殴って叱責したほどである（当然、その弁当は拾って食べた）。他にも、犯人と話し合いをするときは円満に話すことを心がけているが、話し合いの最中に食べ物を銃で撃ったりすると怒り心頭となる。しかし、子供の時は嫌いなものが沢山あったようで、その時は食べ物を粗末にすると、「もったいないお化け」が出ると言って克服したらしい。食べた後は必ず「う〜ん、美味しい」と言う。
本人が言うには「初めはフランスにいて、その後中国に行った。またオーナーとはインドで初めて知り合い、その後リオ・デ・ジャネイロでばったり出会い、メキシコなど色々な所を食べ歩いた」とのこと。冷静な性格で（食べ物に関すること以外は）、取り乱すことはあまりない。食べ物以外でも「おいしいところはいただく」と語り、ナルシストな一面がある。本人は「喰いタン」というあだ名に対しては、特に何とも思っていない。
また、チェロの名手でもあり、「キャサリン」という名前のチェロを愛用しているが、曲目はクラシックから童謡まで幅広い。カンフーの達人でもある。しかも持っているジャージも、ブルース・リーがよく映画で着用していたものとそっくりである。黄色と黒の2種類持っており、黄色は第2期で涼介に授けた。
彼のネクタイピンには発信機が内蔵されており、Part2第1話にてオーナーはこれを利用して誘拐された高野の居場所を突き止めた（『ミスター味っ子』の人物・味頭巾も同様の箸を持っている）。
野田 涼介
演 - 森田剛
ホームズ・エージェンシーの探偵。大卒者。
推理力・洞察力に乏しく、一般常識も欠けている。さらに腕っぷしも弱く、探偵としては半人前以下。ただし、アシスタントとしての能力はそれなりにあり、いざという場面で活躍することもある。
ピーマンが大嫌いだったが、同じく嫌いだった一が食べたため克服した。京子のことが好きらしく、第8話で告白した。同じく第8話で、高野を「高野さん」と呼ぶようになった。
Part1終了後、探偵として独立する資金稼ぎのためオリゴ糖飲料のセールスマンになっていたが、高野にそれがインチキ商売であることと、探偵として未熟であることを諭され、エージェンシーに復帰した。なお、高野は涼介の居場所が匂いで分かるようになったらしい。その後、探偵としての実力を付けるため探偵学校にも通った。
涼介という人物自体はドラマのオリジナルキャラクターだが、原作の漫画では鹿児島の芋焼酎のブランド名として「野田涼介」が出てくる。
出水 京子
演 - 市川実日子
ホームズ・エージェンシーのアシスタント。愛車は日産自動車スポンサー時はキューブ、スズキスポンサー時はスズキ・SX4。
高野の大食ぶりにより、少しでも経費削減するため手料理を続けていくうちに、料理が上手になっていった。エージェンシーの仕事は料理修行も兼ねており、京子の作る料理が高野の推理の手助けにもなっている。
Part2第6話ではパリ旅行から帰国後、関西人の男性と付き合っていることをあっけらかんと告白した。しかしPart2第8話の最後では、「私も恋がしたいな〜」とつぶやいているため、真相は不明である。
原作漫画の京子は小説家の顔も持つ高野の秘書という設定だが、ドラマでは高野は探偵専業のため、涼介同様に高野の助手という役割になっている。
金田 一
演 - 須賀健太
小学5年生（Part2では6年生）。名前の読みは「かねだ はじめ」だが、涼介には「金田一（きんだいち）」と呼ばれている。
第1話でホームズ・エージェンシーに、飼い猫で三毛猫のみゆきの捜索依頼をしてきた。初めは傲慢で食べ物を粗末にしていたが、高野に言われ態度を改めた。ピーマンが大嫌いだったが、これも高野に言われ克服した。
江戸川コナンの格好をしているが、途中から高野の真似をして、その上にコートを羽織るようになった。言葉遣いも高野の真似をするようになり、更に高野とお揃いの金の箸を持つようになった。
目隠しをされてどこかに連れて行かれたことがあるが、その時は目隠しをされる前に時計を見て、どこに連れて行かれたかの手がかりになった。その抜け目のなさを認められ、ホームズ・エージェンシーの一員となった。
名前を金田一（きんだいち）と間違われたり、コナンとも間違われることを嫌がっているが、「きんだいち」の方は涼介に呼ばれているうちに慣れたようである。
親は貿易会社に勤務していて、たびたび海外に渡っている。Part1第8話では一時渡米して、アメリカンハットをかぶりながら帰国した。
ホームズ・エージェンシーのオーナー
演 - 伊東四朗（山内署長と二役）
山内崇の弟。本名は不明。片言の口調とチャイナ服が特徴。
兄と同じく度量が広く、飄々とした性格。行動には謎が多く、エージェンシーにも滅多に姿を見せないが、所属する探偵たちを大いに信頼している。重大な事件にあたり、エージェンシーと横浜みなと署の連携が必要となった場合は、オーナーと山内署長が会談し、両者の橋渡し的な役割をしている。
ケリー / ラウ
演 - 春日井静奈 / 北岡龍貴
香港ホームズ・エージェンシーの探偵。香港ぜんぶ食べちゃうぞSPと喰いタン2の第10 - 11話に登場。ケリーは女性、ラウは男性である。2人とも日本語も上手に話せる。高野は2人の上司であり、「ボス」と呼んでいる。SPで京子と涼介と仲良くなった。2人ともカンフーの達人であり、格闘シーンではたびたび活躍している。Part2では、オーナーの依頼で来日した。ラウはケリーに好意を抱いているようだが、ケリー曰く彼は「軽い」らしい。

### 横浜みなと署
緒方 桃
演 - 京野ことみ
東大法学部卒のキャリア組刑事。階級は警部。
男勝りな性格で、他人にも自分にも厳しい優秀な刑事。しかし融通が利かず、職務に忠実すぎる傾向がある。山内署長にはオーバーワークを心配され、強制休暇としてホームズ・エージェンシーに身柄を預けられたこともあった（Part2第5話）。発言も強気だが、ごくたまに彼女なりのやさしさがうかがえるセリフも吐き、全くの冷血ではない。
口癖はかなりどすの利いた声で言う「五十嵐〜!」で、一話に一回は必ず言うお決まりの台詞となっている。「お前何年刑事やってんだ!」と付け加えることもある。声の出せない時でも、スケッチブックで「いがらし〜」と書いたことも。
広島県出身で、お好み焼きを作るのは得意。激昂すると広島弁になることがある。
本人の性格と「桃」という名前のギャップもあって、あだ名は「桃ちゃん」。本人はそう呼ばれるのを嫌っているが、部下の五十嵐や子供の一も含め、レギュラーキャラの全員から呼ばれている。中盤からはほとんど気にしなくなったが、完全には吹っ切れていなかった（Part2第5話）。
事件に介入する高野のことは、特に初期は煙たがっており、彼に「桃ちゃん」と呼ばれた時は「今度下の名前で呼んだらぶっ殺す」と返していた。しかし高野の活躍に触れるうち、彼の能力自体は認めるようになる。Part2最終話で高野といい雰囲気になっていたが、その後の進展は不明である。
緒方という名の人物は原作漫画にも登場するが、漫画では高野の後輩の男性刑事であり、名前も異なるほか、高野に協力的でもある。
五十嵐 修稔
演 - 佐野史郎
緒方の部下。階級は警部補。バツイチ。口癖は、緒方の「お前何年刑事やってんだ!」に対しての「緒方警部の歳と同じくらいです」。
臆病でドジを踏むことが多い上に、調子に乗りやすく余計な行動をしてしまう性格で、そのため四六時中緒方に怒鳴られている。しかし腕っ節はあり（銃の腕前もPart2では格段に上がっている）、五十嵐による犯人逮捕のシーンも見られるなど、要所では刑事らしい活躍をしている。
人情に弱く、非情に徹しきれないところは刑事としては欠点だが、それ故に正反対の性格の緒方のパートナーとしては適任であり、緒方も本心は五十嵐を自分の右腕と認めている。高野に対しては、捜査への介入は快く思っていないものの、推理には素直に感心し、頼りにしている節も見られる。
妻とは離婚していて、その妻が引き取った娘・黎がいる。月に1度の娘とのデートが現在の最大の生き甲斐だが、自分の娘と一が仲が良いことが父親として許せないらしい。一には「お父さん」と呼ばれている。
佐野は同じ枠で後に制作されたドラマ『デカワンコ』にも出演しており、そちらの役名も五十嵐である。さらに、（直属ではないが）上司役に伊東四朗も出演している。また最終話ではホームズ・エージェンシーの名前が登場している。
新海（しんかい）
演 - 新海悟
五十嵐の部下の刑事。Part2では登場しない。
深海 （ふかみ）
演 - 阿部亮平
Part2より登場。新海に代わって登場した五十嵐の部下の刑事。
山内 崇
演 - 伊東四朗（ホームズ・エージェンシーのオーナーと二役）
神奈川県警横浜みなと警察署の署長。ホームズ・エージェンシーのオーナーの兄。愛車はY50型日産・フーガ。
豪放磊落であり、部下にも気さくに接している。的確な指示・判断を下し、人情も解するなど警察署長として理想的な人物である。高野とは馬が合うらしく、彼との（特に食絡みの）会話では緒方が辟易するほどのノリのよい一面も見せている。探偵としての高野にも全幅の信頼を置いており、彼に最初に「喰いしん坊探偵、略して『喰いタン』」とあだ名を付けた張本人でもある。

### その他
木下 黎
演 - 小池里奈
五十嵐刑事の娘。一の同級生でもあり、彼が想いを寄せている。Part1最終回では手をつなぐほど親密になり、Part2ではたびたびデートしている姿が見られる。ほとんどの回で登場していて、ホームズ・エージェンシーにも顔を出していて、一と一緒に捜査をしたこともある。

## 登場した自動車
- 日産・ステージア M35（パート1）
  - 横浜みなと警察署の捜索車両として登場した。
- スズキ・ランディ（パート2）
  - スポンサー変更に伴い、パート1のステージアに代わって横浜みなと警察署の捜索車両として使用された。

なお、スズキは生産しているセダンがSX4のみであるため、作中でセダン型乗用車が登場する際は外国メーカー製のセダンが使用された（第7話で犯人グループが用意したボルボ・S60など）。

## Part1

### ストーリー（Part1）
横浜の倉庫街にある弱小探偵社「ホームズ・エージェンシー」は廃業の危機を迎えていた。唯一残った社員は探偵見習いの野田涼介と助手の出水京子の2人だけ。事務所の危機に涼介は「俺が会社を立て直す!」と息巻くが、そんな意気と口だけの彼を京子は冷ややかな目で見つめていた。そんな折、出先のオーナーから連絡が入る。それは「頼りになる男を雇ったから、彼をリーダーとして活動すること」という内容のものだった。
やってきた男の名は高野聖也。彼はやってくるや否や、数多くの出前やテイクアウトの食料を事務所に持ち込む。そのあまりの大食いっぷりと謎ぶりに、2人はイマイチ高野を信用しきれない。
そんな中で彼らは、とある殺人事件に遭遇する。高野は事件現場にあった寿司に惹かれてその場に紛れ込み、証拠品である寿司を食い尽くし、現場捜査の指揮をとっていたキャリアの女性警部、緒方桃の怒りを買ってしまう。
取調べを受ける高野たちだったが、ホームズ・エージェンシーのオーナーと馴染みである署長、山内崇のとりなしで事なきを得た。そして高野は紆余曲折の末に、この事件を解決してしまう。
その後、『名探偵コナン』の主人公江戸川コナンにそっくりな風貌の小学生、金田一（かねだ はじめ）もメンバーに加わり、かくして「喰いタン」の率いる探偵事務所ホームズ・エージェンシーは、警察署の扱う事件に次々と関わっていくことになる。

### スタッフ（Part1）
- 原作 - 寺沢大介（講談社刊「隔週刊イブニング」連載）
- 脚本 - 伴一彦
- 音楽 - 小西康陽
- 主題歌 - B'z『結晶』（VERMILLION RECORDS）
- サウンドデザイン - 石井和之
- 料理アドバイザー - 赤堀博美
- 広報 - 河本香織、一杉早智
- 原案協力 - 木村圭一 吉田武晴 松本則明（講談社「隔週刊イブニング」編集部）
- 協力プロデューサー - 和田豊彦（アベクカンパニー）、井下倫子（アベクカンパニー）
- 協力 - NiTRo、日テレアート
- プロデューサー - 次屋尚（日テレ）、山本由緒（日テレ）
- 制作プロダクション - アベクカンパニー
- 製作著作 - 日本テレビ

### 放送日程（Part1）
| 各話                                                       | 放送日        | サブタイトル                           | 演出                         | 視聴率 |
| ---------------------------------------------------------- | ------------- | -------------------------------------- | ---------------------------- | ------ |
| File.1                                                     | 2006年1月14日 | 食いしん坊探偵! 事件現場の証拠を食う!? | 中島悟                       | 17.4%  |
| File.2                                                     | 1月21日       | 中華街を食い尽くす!                    | 中島悟                       | 19.0%  |
| File.3                                                     | 1月28日       | テレビ局を食い荒らす!                  | 渡辺智明（日テレ）           | 18.0%  |
| File.4                                                     | 2月04日       | 毒入り鍋を食い倒す!?                   | 位部将人（アベクカンパニー） | 17.4%  |
| File.5                                                     | 2月11日       | バレンタインチョコを食いまくる!        | 中島悟                       | 15.2%  |
| File.6                                                     | 2月18日       | 思い出コロッケを食い尽くす!            | 渡辺智明（日テレ）           | 16.5%  |
| File.7                                                     | 2月25日       | 学校給食を食いまくる!                  | 位部将人（アベクカンパニー） | 15.7%  |
| File.8                                                     | 3月04日       | お好み焼きを食い荒らす!                | 中島悟                       | 18.7%  |
| File.9                                                     | 3月11日       | 涙のおにぎり 仮面舞踏会でいただきます  | 中島悟                       | 18.5%  |
| 平均視聴率 17.4%（視聴率は関東地区・ビデオリサーチ社調べ） |               |                                        |                              |        |

### ゲスト（Part1）
第1話
- 清水久 - 光石研
- 田中伸夫 - 少路勇介
- 山下正治 - 石田太郎
- 山下洋子 - 三谷侑未

第2話
- 王陽（ヤン） - 長澤秀平
- ヤンの母 - 魏涼子

第3話
- 森山瞳 - 須藤温子
- マダム・ラン - 銀粉蝶
- 川上逸郎 - 平泉成
- 坂田AD - 六角慎司
- 杉山プロデューサー - 六角精児
- 栄養士 - 青木和代
- アシスタント - 田島絵里香

第4話
- 山田房枝 - 草村礼子
- 山田幸平 - 田中聡元
- 松本静夫 - 浜田晃
- 山田修二 - 加藤満
- 仲居 - 大島蓉子

第5話
- 深田年雄 - 山村秀勝
- 藤原強 - 法月康平

第6話
- 野々村重蔵 - 金田龍之介
- 須藤守 - 梨本謙次郎
- 鶴田宏樹 - 水森コウ太

第7話
- 榊冴子 - 北川弘美
- 小早川 - 武田昇悟

第8話
- 結城寛 - 佐々木蔵之介（最終話）
- 手塚 - 伊吹康太郎

最終話
- アイリン - インリン・オブ・ジョイトイ
- 林大福 - 進藤浩志
- 仮面舞踏会の客 - 寺沢大介

### その他（Part1）
- 地上デジタル放送でのデータ放送では、番組連動で聖也が食べたものをリストアップし、どれぐらいのカロリーを摂取しているかが確認できるようになっている。さらにカロリーと同時に「フルマラソンn回分」や「トライアスロンn回分」といった目安が確認できる。
- 第3話「テレビ局を食い荒らす!」の中で、「日テレ」が「テレ日」（テレビジャパン）になっていた。ただし、ロケ地が日本テレビ本社ビル内及び周辺のため、テレビ局の建造物はそのままである。
- 第4話で「高尾山のトリカブトは毒が少ない」という内容があったが、実際は非常に危険であるため「どんなトリカブトも食べてはいけません」というテロップが最後に流れた（再放送のときを含む）。
- 第8話の時限爆弾は、C4プラスチック爆弾で、蓋を開けた瞬間に作動する仕掛けの爆弾だった。10分で爆破するようにセットしていた。コンテナごと倉庫ごと爆破する力を持っているので、閉じ込められた3人は絶体絶命の危機に追い込まれていた。
- 第8話のラストシーンで「3月4日午後9時50分現在、高野聖也いまだ発見されず。」という文章が出てきたが、当日は野球中継で30分延長していたため、この文章が表示されたのは午後10時20分になってしまった。
- 挿入されているBGMとして、小西康陽がリミックスしたクラシック音楽が多用されている。たとえば、ヴィヴァルディ『四季』（春）やヴェルディ『椿姫』（乾杯の歌）など。（発売元：バップ）
- ホームズエージェンシーにはスポンサーであるキヤノンのピクサスが置いてある。
- 野田涼介はピーマン嫌いという設定だが、演じる森田自身もピーマン嫌いであり、ピーマンを実際に食べる場面では、東山のアドリブでたくさん食べるはめになり、小さい声で「多くね!?」と本音をつぶやいたシーンが放送された。森田は休憩中に金田一役の須賀とプロレスごっこをしていたが、「本気でしないと負ける」とのこと。
- 『新どっちの料理ショー」(日本テレビ系・よみうりテレビ制作)に「芸能界料理戦争・木村祐一vs板東英二」(2006年2月23日放送分)にて、「番組コラボ企画」を行っていた（東山、森田、須賀の3名参加）。
- 『『ぷっ』すま』には準レギュラーとして聖也役の東山が登場しているが、2007年7月3日放送では役そのままに箸を出す時のポーズを番組内で披露した。

## スペシャル（2006年）

### 放送日程（スペシャル）
| 放送日        | サブタイトル                           | 演出   | 視聴率 |
| ------------- | -------------------------------------- | ------ | ------ |
| 2006年9月30日 | 喰いタンSP 「香港全部食べちゃうぞ!」編 | 中島悟 | 14.2%  |

### ゲスト（スペシャル）
- 神崎弘人 - 亀梨和也（KAT-TUN）

次期ドラマ『たったひとつの恋』の主人公
- 金田耕助 - 吹越満
- 龍井達彦 - 三宅弘城
- チャン - 張沢紫星
- 相葉雅紀（嵐）（エキストラとして出演）

### その他（スペシャル）
- ブルース・リー主演映画『死亡遊戯』を模した格闘シーンが見られ、高野はその際ブルース・リーと同じストライプの入った黄色いトラックスーツを着用している。
- ラストには『マイ☆ボス マイ☆ヒーロー』のアグネスプリンが登場し、さらに『たったひとつの恋』の主人公である神崎弘人（亀梨和也）がゲスト出演した。
- エキストラとして相葉雅紀が出演している。これは、相葉がレギュラー出演している『天才!志村どうぶつ園』の中で主演の東山からのお願いで「虎に乗るシーンを撮りたいから香港で探してきて」と言われ、「もし今日中に連れてこれたらドラマに出演させてあげる」と言われたためである。しかし、実際香港に虎はおらず、トラ柄の猫を連れていくしかなかった。そのため、苦労した割にエキストラとしてになってしまった。相葉が演じたのは現地のペットショップの店員である。

## Part2

### ストーリー（Part2）
「香港全部食べちゃうぞ!」編のあと、忽然と姿を消した喰いタンこと高野聖也は世界中を食べ歩いていた。ある時、ラーメンの名店の半額券を手に入れ、再び横浜に。ところがホームズエージェンシーはすでに解散していた。そして喰いタンの目当てのラーメン店で殺人事件が起こる。

### スタッフ（Part2）
- 原作 - 寺沢大介（講談社刊「隔週刊イブニング」連載）
- 脚本 - 伴一彦
- 音楽 - 小西康陽
- 主題歌 - トリオ・ザ・シャキーン『愛しのナポリタン』（ジャニーズ・エンタテイメント）
東山紀之、森田剛、須賀健太の3人によるドラマ主題歌のために結成されたユニット。英語表記はTRIO THE SHAKiiiN。
- 原案協力 - 木村圭一 吉田武晴 松本則明（講談社「隔週刊イブニング」編集部）
- 協力プロデューサー - 和田豊彦（アベクカンパニー）、井下倫子（アベクカンパニー）
- 協力 - NiTRo（旧日テレ映像センター）、日テレアート
- プロデューサー - 次屋尚（日テレ）、山本由緒（日テレ）
- 制作プロダクション - アベクカンパニー
- 製作著作 - 日テレ

### 放送日程（Part2）
- サブタイトルは、番組放送中に字幕で表示されるものと、ラテ欄や、番組公式HP で表示されるものとはそれぞれ微妙に異なる（番組公式HPのサブタイトルは「ストーリー」欄に放送終了後に追加されている）。
- ここでは、番組放送中に画面に表示されるものを掲載する。

| 各話                                                       | 放送日        | サブタイトル                                | 演出                         | 視聴率 |
| ---------------------------------------------------------- | ------------- | ------------------------------------------- | ---------------------------- | ------ |
| Menu.1                                                     | 2007年4月14日 | 秘伝のラーメンを食いつくす!                 | 中島悟（アベクカンパニー）   | 16.2%  |
| Menu.2                                                     | 4月21日       | 人質なのに スパゲティを食べまくる!          | 中島悟（アベクカンパニー）   | 13.3%  |
| Menu.3                                                     | 4月28日       | プヨプヨちょっとカタ〜いを食い荒らす!       | 中島悟（アベクカンパニー）   | 14.9%  |
| Menu.4                                                     | 5月05日       | お弁当に込もった愛まで食いつくす!           | 長沼誠（日テレ）             | 11.8%  |
| Menu.5                                                     | 5月12日       | 隣の晩ごはん!! カレーライスを食べまくる!    | 位部将人（アベクカンパニー） | 13.4%  |
| Menu.6                                                     | 5月19日       | 来たで〜大阪! たこ焼きで食いだおれ!         | 長沼誠（日テレ）             | 13.1%  |
| Menu.7                                                     | 5月26日       | 喰いタンが自信喪失!? 初めてのミスはつくね鍋 | 中島悟（アベクカンパニー）   | 12.8%  |
| Menu.8                                                     | 6月02日       | 恋の味!? 女子大ランチを食いつくす!!         | 位部将人（アベクカンパニー） | 13.9%  |
| Menu.9                                                     | 6月09日       | 特別編!! なぜか江戸時代で食べまくる         | 長沼誠（日テレ）             | 13.6%  |
| Menu.10                                                    | 6月16日       | 危機一髪! 最後のシャキーン!! 前編           | 中島悟（アベクカンパニー）   | 13.3%  |
| 最後の晩餐                                                 | 6月23日       | 愛しのナポリタンよ永遠に…                   | 中島悟（アベクカンパニー）   | 14.0%  |
| 平均視聴率 13.7%（視聴率は関東地区・ビデオリサーチ社調べ） |               |                                             |                              |        |

### ゲスト（Part2）
第1話
- 犯人 - 松岡努、薬袋智史、下川真矢
- リンリン（オーナーの秘書） - エミカ（最終話）

第2話
- 長瀬けいぞう（容疑者） - 近藤公園
- 長瀬ようこ（長瀬の妻） - 小林きな子

第3話
- シケタ王子/健（たけし）（エルミナ王国王子） - 三四郎
- シケタ（健）の母 - あめくみちこ

第4話
- 辻谷のりお（容疑者） - 尾美としのり
- 辻谷の妻 - ひがし由貴
- 辻谷あきら（辻谷の息子） - 高木涼生
- 中川しんぞう - 田崎敏路

第5話
- 遠藤紗弥（金田一の同級生、あだ名は「えんどう豆」） - 小池彩夢
- 放火犯（保険外交員を装う） - 逸見廣大
- 放火事件の被害者 - 荒井眞理子
- 放火事件の被害者・小川 - 森崎よしえ
- 「突撃!カレー調査隊」が訪問した家の主婦 - 金子路代

第6話
- 園田くらら（愛佳の母） - 山田スミ子
- 亀山良彦（容疑者） - 松岡龍平
- 園田愛佳（亀山の恋人） - 馬渕英俚可
- たこ焼き屋 - 丸岡奨詞
- 女子社員 - 関口美保子
- ブティック店員 - 高見くり
- 甘味カフェ店員 - 今国雅彦
- 甘味処店員 - 香取廣美

第7話
- 上原弘樹（監禁被害者、タクシー運転手） - 瀬戸陽一朗
- 上原進（金田一の同級生、弘樹の息子） - 松田昂大
- 池田秀利（金田一の同級生） - 影山樹生弥
- 宝石強盗犯 - 光宣、伊藤仁、益成竜也

第8話
- 木村和美（女子大生） - 前田亜季
- 湯浅隆司（女子大の学食の料理人） - 石川伸一郎
- 原田奈緒子（女子大生） - 平愛梨
- 佐藤じゅんいち（女子大職員） - 中村泰三
- 花俣好恵（女子大生） - 保泉沙耶
- 佐川明美（女子大生） - 陽乃
- 赤木秀美（女子大生） - 河野未佳
- 志村加奈子（女子大生） - 天手鼓舞
- 河井香織（女子大生） - 森囿麻衣子

第9話
- 手塚裕太（金田一のクラスメート） - 小堀陽貴
- 越後屋（江戸時代の商人） - 酒井敏也
- 代官 - 平泉成

第10話
- 玉田一郎（暴力団「玉田組」組長） - 偉藤康次（最終話）
- 玉田功（一郎の息子） - 有道広哲
- 玉田繁雄（暴力団「玉田組」会長、一郎の父） - 久保晶（最終話）
- 川口組組長 - グラシアス小林
- 川口マユミ（組長の娘） - 手嶋智子
- 玉田家のメイド - 石井春花（最終話）

### データ放送（Part2）
前作同様、地上デジタル放送ではデータ放送を楽しめる要素がある（以下、項目コンテンツ参照）
放送中の下には「速報!高野聖也 ただいまの総摂取カロリー」として摂取したkcal（カロリー）と毎週変わる運動の回数分（○回分）が表示される。
- 本日の「いただきます」…ロケ地案内
- 喰いタンクイズ…放送時間中にドラマに関する4択クイズが1問出題される（解答のチャンスは1回）。ヒントはドラマの中に隠されており、最終回までにクイズに答えたらプレゼント応募のためのパスワードがもらえる。
- 喰いタン胃袋チェック…総摂取カロリーの数値と摂取した飲食物の詳細が見られる（バックナンバーあり）
- 喰いタンおかわり…その話のストーリー（バックナンバーあり）、キャスト、スタッフ
- 愛しのナポリタン…トリオ・ザ・シャキーンの詳細など
- モバイルサイト…携帯サイトでは無料で「喰いタンゲーム」を配信している（メニュー→TV→日テレ→ドラマ→喰いタン2）
- ニュース・天気…各局トップページに戻る

### その他（Part2）
- 最終回のサブタイトルでは、「Menu.11」ではなく「最後の晩餐」と表記された。また、サブタイトルが第10話では「危機一髪!最後のシャキーン!!前編」であったのに対し最終話（第11話）では、同・後編ではなく「愛しのナポリタンよ永遠に…」だった。
- この「危機一髪!最後のシャキーン!!前編」と「愛しのナポリタンよ永遠に…」は、当初の予定では、「特別編!!なぜか江戸時代で食べまくる」と対となる予定であったとテレビ雑誌で脚本家が語っている。それによると、「怪盗（「特別編」の方では、ねずみ小僧）となる高野に対する桃や金田の対処の違いを描く予定だった」とのこと。
- 京子役の市川実日子がスケジュールの都合（詳細不明）で第5話は登場なし、6話は終盤のみの登場になった。ドラマ上では第4話終盤にホームズエージェンシーのオーナーがフランス語の堪能な秘書が欲しかったため京子とフランスに2週間行っていたということになっていた。
- 初回視聴率が偶然にも裏の「土曜プレミアム」で放送されていた映画『海猿 -ウミザル-』と同じ数値だった。
- 第4話・第5話・第8話は挿入歌「いただきマス」が流れていた。